# Filmografia Humphreya Bogarta

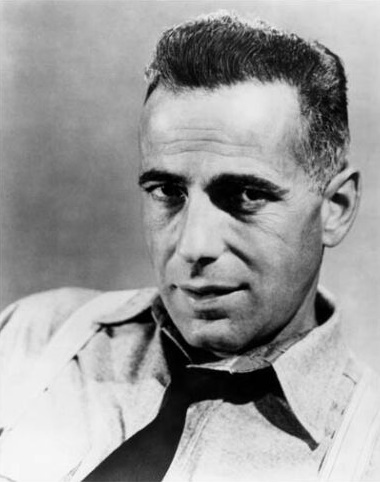
Humphrey Bogart (1941)

Humphrey Bogart (1899–1957) w trwającej 34 lata karierze występował w filmach, radiu, telewizji i na scenie. Zagrał w 74 produkcjach fabularnych. Był trzykrotnie nominowany do nagrody Akademii Filmowej, z czego zdobył jednego Oscara. Uznawany jest przez biografów i historyków za jedną z największych i najwybitniejszych gwiazd filmowych w historii amerykańskiego kina i „Złotej Ery Hollywood”. W 1999 American Film Institute (AFI) ogłosił go „największym aktorem wszech czasów” (The 50 Greatest American Screen Legends). Po współczesne czasy stawiany jest jako wzorzec męskich ról.
Karierę rozpoczął w 1922, debiutując na Broadwayu. Na deskach nowojorskich teatrów występował z przerwami do 1935, kiedy to zagrał w sztuce Skamieniały las pióra Roberta E. Sherwooda. Kreacja więźnia Duke’a Mantee przyniosła mu pierwszy szeroki rozgłos i pozwoliła na stworzenie nowego emploi. W 1930 zadebiutował rolą Steve’a w filmie pełnometrażowym W górze rzeki (reż. John Ford) razem ze Spencerem Tracym. Przez dwa lata był związany umową ze studiem Fox Film Corporation. Na fali pozytywnego przyjęcia sztuki Skamieniały las, w 1936 przeniesiono ją na duży ekran (reż. Archie Mayo), gdzie powtórzył rolę Mantee i związał się kontraktem z Warner Bros. Przez następnych pięć lat występował w produkcjach klasy B, zwykle w dramatach kryminalnych. Uwagę krytyków zwrócił kreacjami w filmach Czarny legion (1937, reż. Michael Curtiz) oraz Śmiertelny zaułek (1937, reż. William Wyler). Przełomem w karierze Bogarta był występ w gangsterskim heist noir High Sierra (1941, reż. Raoul Walsh).
W ciągu następnej dekady aktor zagrał w produkcjach, które na trwałe wpisały się do kanonu klasyki amerykańskiej kinematografii: kryminale noir Sokół maltański (1941, reż. John Huston), w którym wcielił się w detektywa Sama Spade’a, melodramacie noir Casablanca (1942, reż. Michael Curtiz), gdzie partnerowała mu Ingrid Bergman, a kreacja Ricka Blaine’a zapewniła Bogartowi ogólnoświatową rozpoznawalność oraz przyniosła mu pierwszą nominację do nagrody Akademii Filmowej w kategorii dla najlepszego aktora pierwszoplanowego, melodramacie przygodowo-wojennym Mieć i nie mieć (1944, reż. Howard Hawks) z Lauren Bacall, partnerującą mu również w filmach noir Wielki sen (1946, reż. Howard Hawks) i Mroczne przejście (1947, reż. Delmer Daves). Kontynuację kariery stanowiły występy w dramacie przygodowym z elementami westernu Skarb Sierra Madre, a także w filmie noir Koralowa wyspa (oba z 1948 w reżyserii Hustona). W latach 50. Bogart zasłynął z ról w dramacie noir Pustka (1950, reż. Nicholas Ray), komedii przygodowej Afrykańska królowa (1951, reż. John Huston) razem z Katharine Hepburn, za występ w której otrzymał nagrodę Akademii Filmowej za pierwszoplanową kreację Charliego Allnuta, dramacie wojennym Bunt na okręcie (1954, reż. Edward Dmytryk), gdzie za główną rolę otrzymał ostatnią nominację do Oscara, oraz w komedii romantycznej Sabrina (1954, reż. Billy Wilder) z Audrey Hepburn i Williamem Holdenem.
W latach 1943–1949 i 1955 był notowany w pierwszej dziesiątce najbardziej dochodowych amerykańskich aktorów. Trzy filmy z jego udziałem były zestawiane w pierwszej dziesiątce podsumowań roku w tamtejszym box offisie. Szesnaście filmów, w których Bogart wziął udział, było nominowanych przynajmniej do jednego Oscara, a sześć z nich zdobyło co najmniej jedną statuetkę. Trzydzieści cztery produkcje z udziałem aktora, po uwzględnieniu inflacji, przekroczyło sumę 100 milionów dolarów dochodu z biletów na rynku krajowym.

## Filmografia

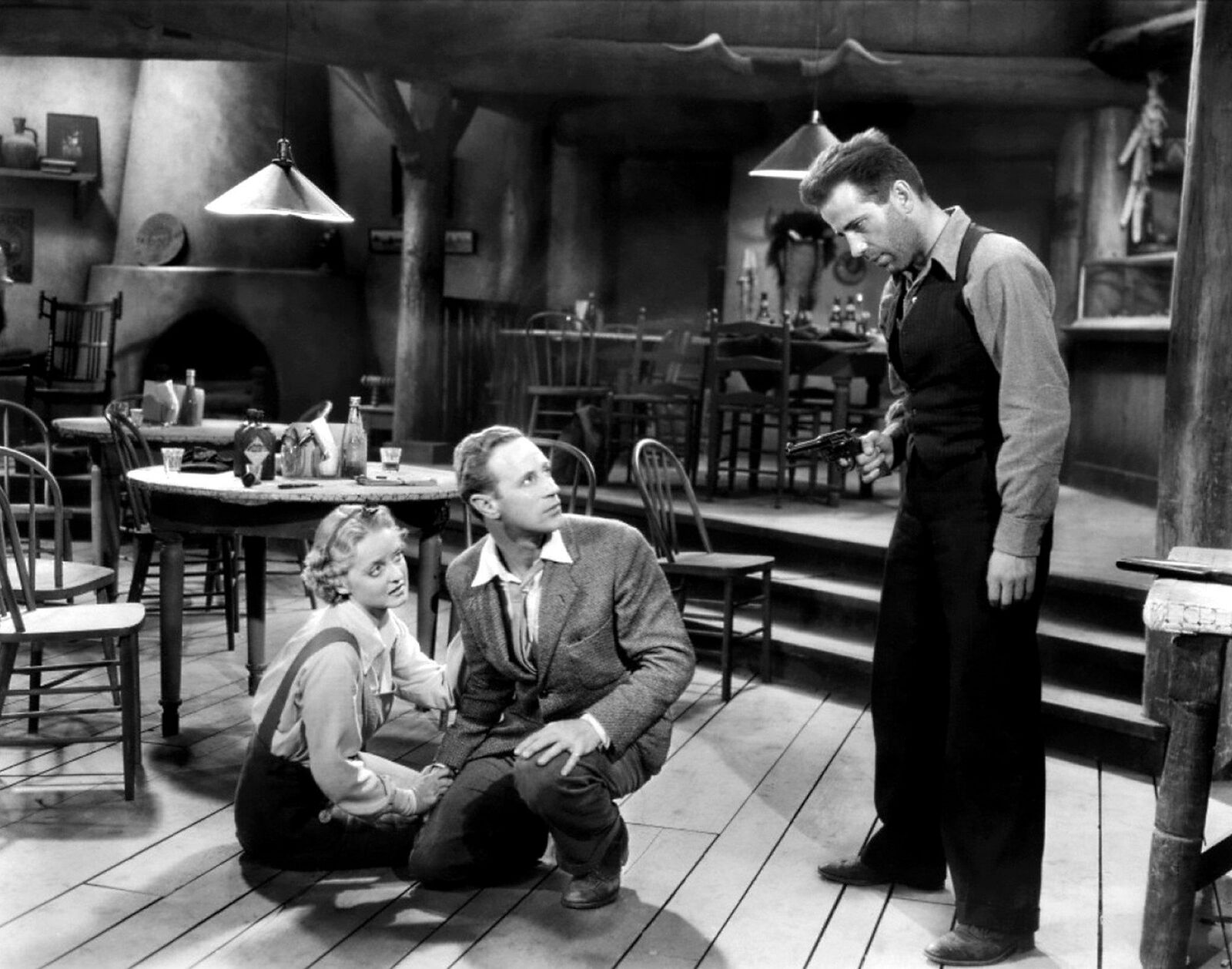
Bette Davis, Leslie Howard i Bogart w filmie Skamieniały las (1936)

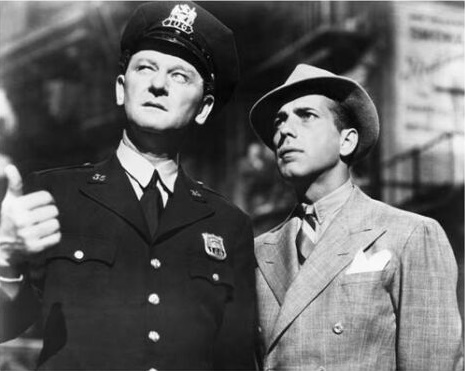
James Burke i Humphrey Bogart w filmie Śmiertelny zaułek (1937)

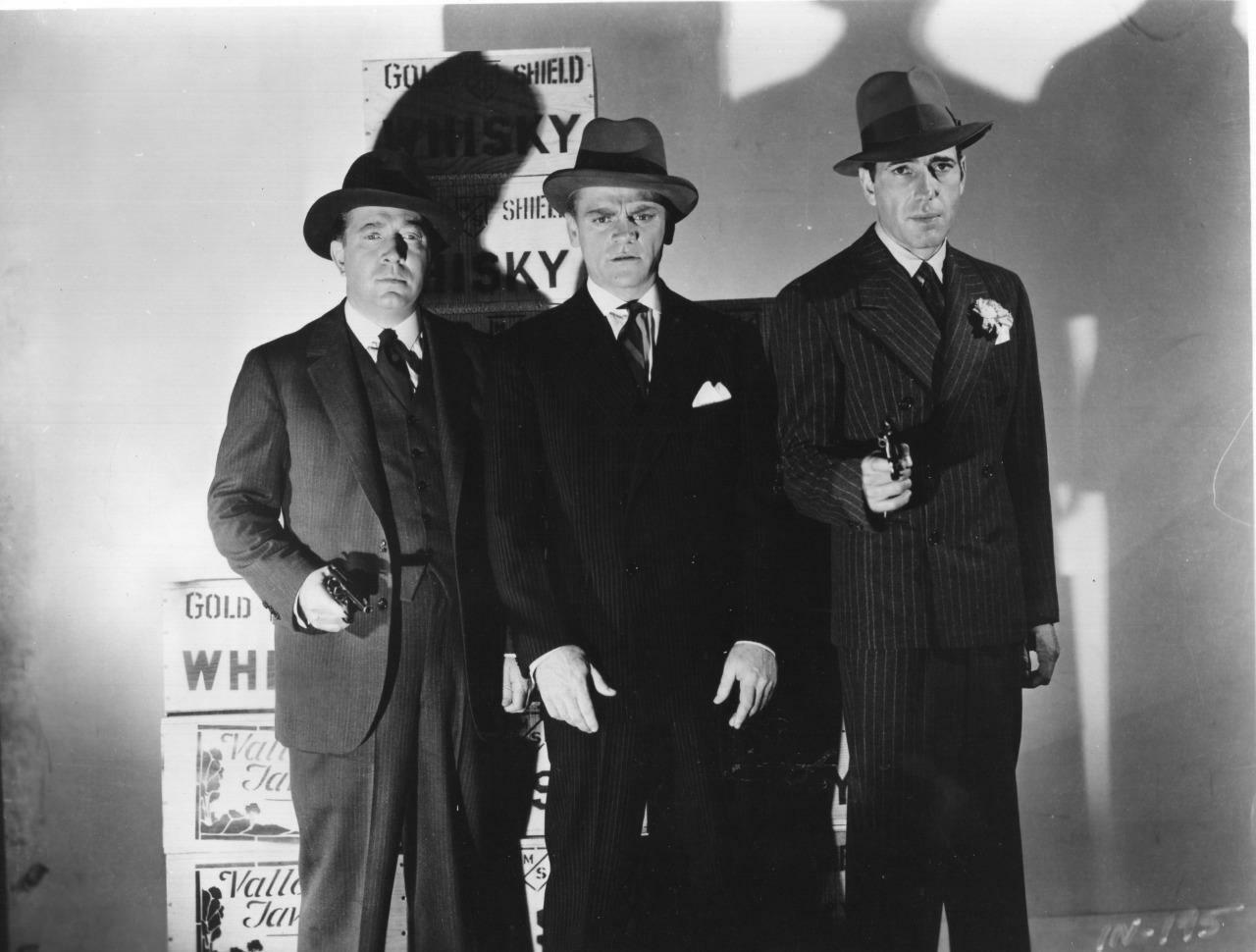
Frank McHugh, James Cagney i Humphrey Bogart na fotosie z filmu Burzliwe lata dwudzieste (1939)

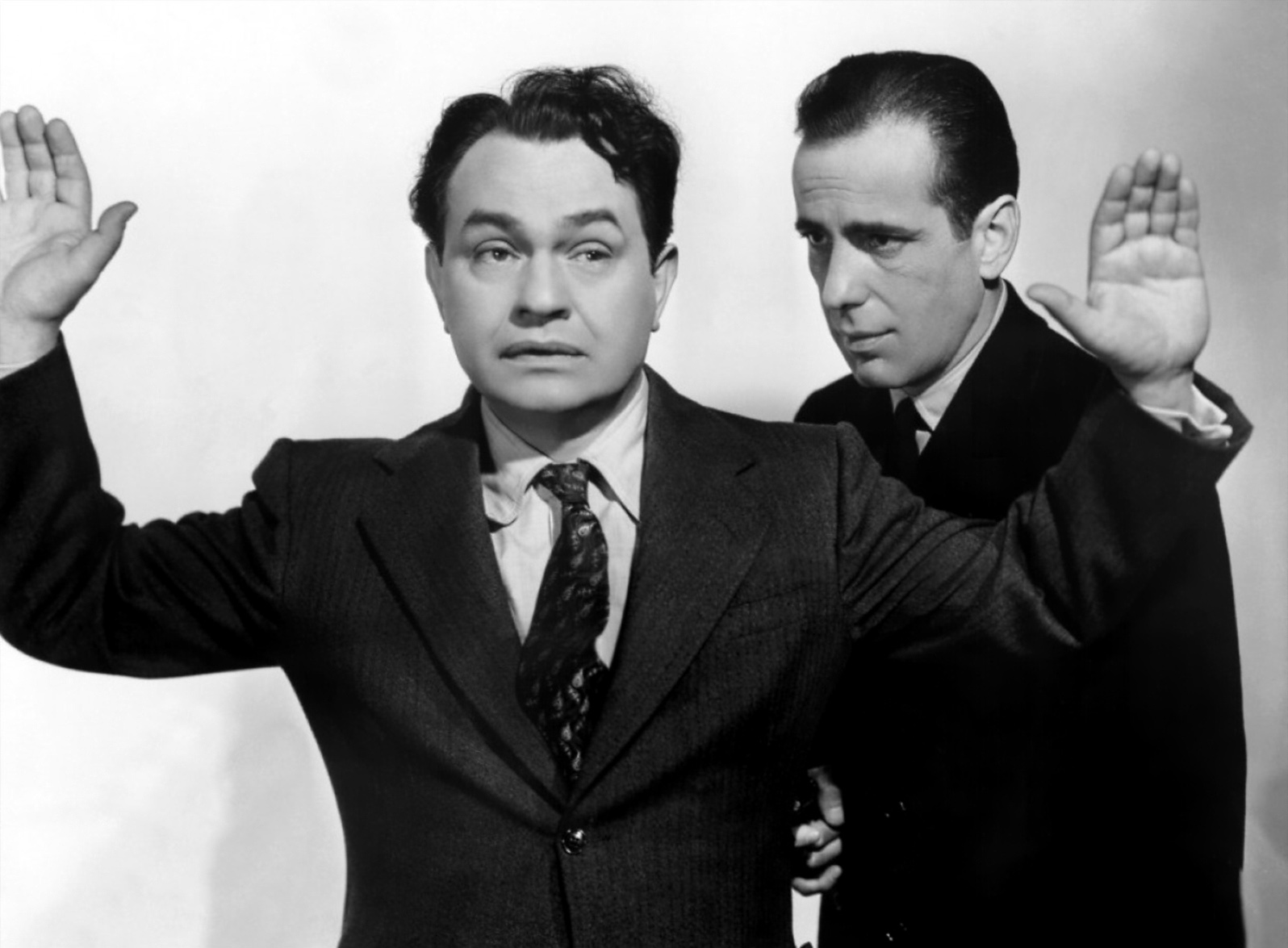
Edward G. Robinson i Bogart w filmie Orchid, brat gangstera (1940)

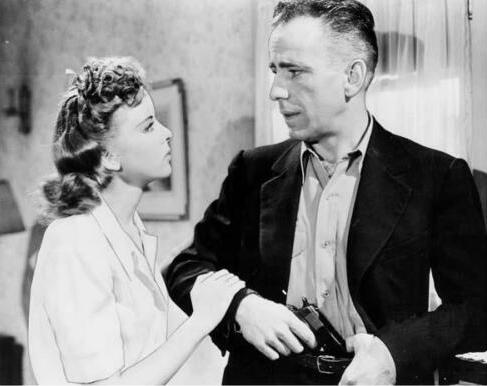
Ida Lupino i Humphrey Bogart w filmie High Sierra (1941)

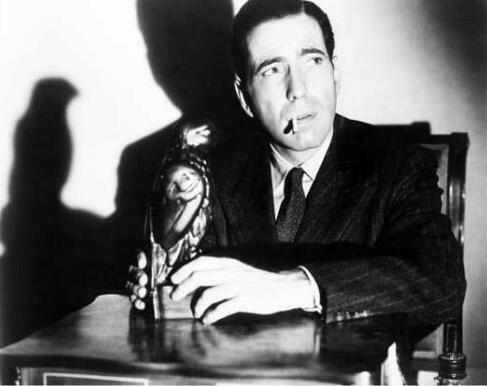
Humphrey Bogart jako Sam Spade w filmie Sokół maltański (1941)

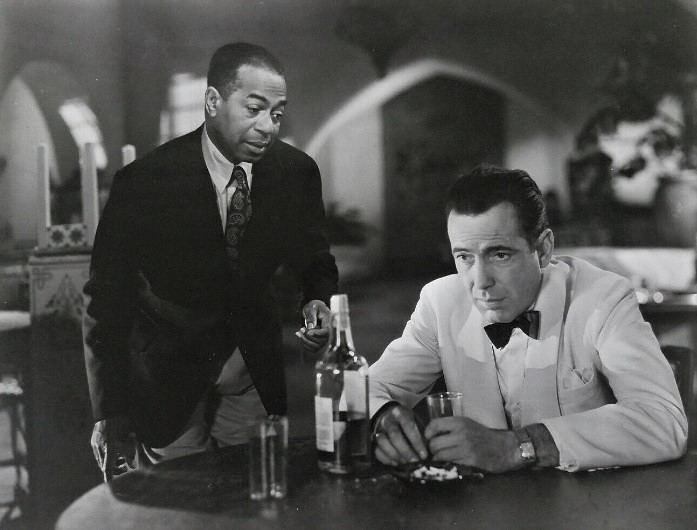
Dooley Wilson i Humphrey Bogart w scenie z filmu Casablanca (1942)

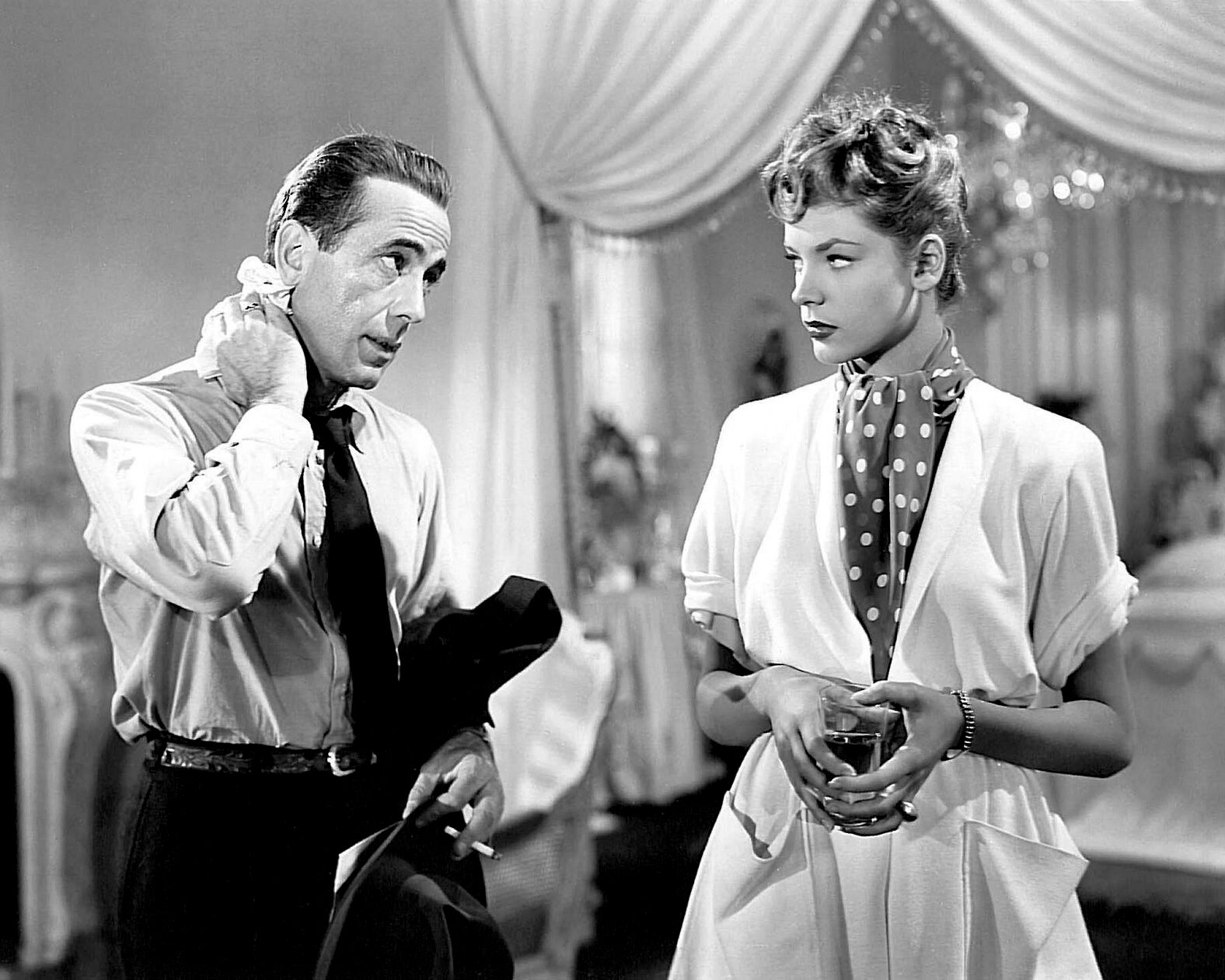
Humphrey Bogart i Lauren Bacall w filmie Wielki sen (1946)

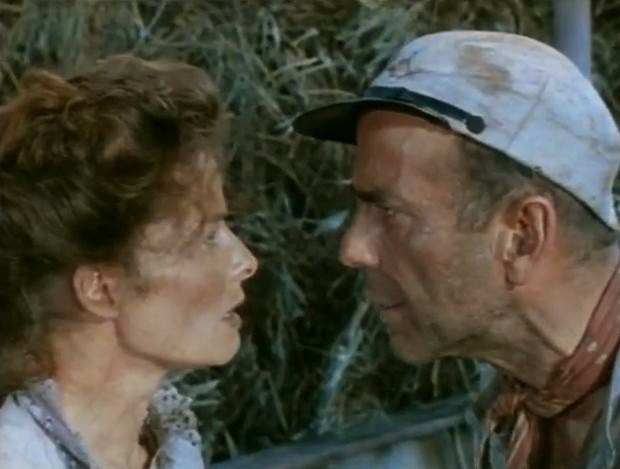
Katharine Hepburn i Bogart w filmie Afrykańska królowa (1951)

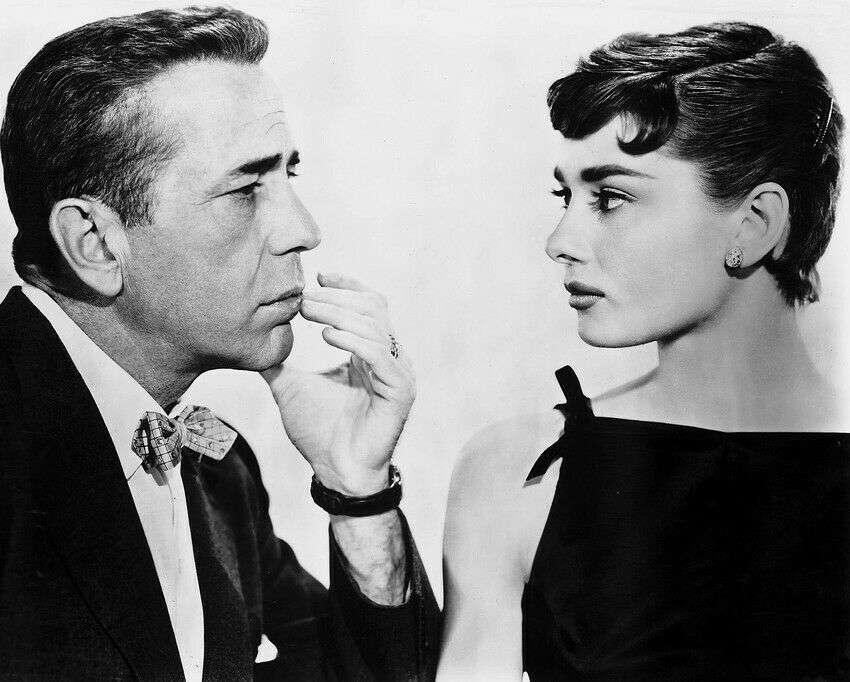
Humphrey Bogart i Audrey Hepburn na fotosie z filmu Sabrina (1954)

| Rok  | Tytuł                          | Rola                                        | Tytuł oryg. / uwagi                                                                     | Źr      |
| ---- | ------------------------------ | ------------------------------------------- | --------------------------------------------------------------------------------------- | ------- |
| 1928 | Tańczące miasto                | mężczyzna w drzwiach podczas zabawy         | The Dancing Town, film krótkometrażowy, niemy                                           | [ 33 ]  |
| 1930 | Broadway’s Like That           | narzeczony Ruth                             | film krótkometrażowy, dźwiękowy, odnaleziony w 1963                                     | [ 35 ]  |
| 1930 | W górze rzeki                  | Steve Jordan                                | Up the River                                                                            | [ 36 ]  |
| 1930 | Zdobywca serc                  | Tom Standish                                | A Devil with Women                                                                      | [ 37 ]  |
| 1931 | Ciało i dusza                  | Jim Watson                                  | Body and Soul                                                                           | [ 38 ]  |
| 1931 | Zła siostra                    | Valentine Corliss                           | Bad Sister, tytuł alt.: Gambling Daughters                                              | [ 39 ]  |
| 1931 | Kobiety wszystkich narodowości | Stone                                       | Women of All Nations, sceny z udziałem Bogarta usunięto                                 | [ 40 ]  |
| 1931 | A Holy Terror                  | Steve Nash                                  | tytuł alt.: Wyoming Wonder                                                              | [ 41 ]  |
| 1932 | Love Affair                    | Jim Leonard                                 |                                                                                         | [ 42 ]  |
| 1932 | Blues wielkiego miasta         | Shep Adkins                                 | Big City Blues                                                                          | [ 43 ]  |
| 1932 | Three on a Match               | Harve                                       |                                                                                         | [ 44 ]  |
| 1934 | Midnight                       | Gar Boni                                    | tytuł alt.: Call It Murder                                                              | [ 45 ]  |
| 1936 | Skamieniały las                | Duke Mantee                                 | The Petrified Forest                                                                    | [ 46 ]  |
| 1936 | Na celowniku mafii             | Nick „Bugs” Fenner                          | Bullets or Ballots                                                                      | [ 47 ]  |
| 1936 | Dwoje przeciwko światu         | Sherry Scott                                | Two Against the World, tytuł alt.: One Fatal Hour, remake filmu Ostatnie wydanie z 1931 | [ 49 ]  |
| 1936 | Orzeł leci do Chin             | Hap Stuart                                  | China Clipper                                                                           | [ 50 ]  |
| 1936 | Zaginiona wyspa                | Valentine „Val” Stevens                     | Isle of Fury, tytuł alt.: Three in Eden                                                 | [ 51 ]  |
| 1937 | Czarny legion                  | Frank Taylor                                | Black Legion                                                                            | [ 52 ]  |
| 1937 | Wielki O’Malley                | John Phillips                               | The Great O’Malley                                                                      | [ 53 ]  |
| 1937 | Fordanserki                    | prokurator okręgowy David Graham            | Marked Woman, tytuł alt.: The Men Behind                                                | [ 54 ]  |
| 1937 | Kid Galahad                    | Turkey Morgan                               |                                                                                         | [ 55 ]  |
| 1937 | Zbieg z San Quentin            | Joe „Red” Kennedy                           | San Quentin                                                                             | [ 56 ]  |
| 1937 | Śmiertelny zaułek              | Hugh „Baby Face” Martin                     | Dead End                                                                                | [ 57 ]  |
| 1937 | Mr. Dodd szaleje               | Doug Quintain                               | Stand-In                                                                                | [ 58 ]  |
| 1938 | Swing Your Lady                | Ed Hatch                                    |                                                                                         | [ 59 ]  |
| 1938 | Szkoła zbrodni                 | zastępca komisarza Mark Braden              | Crime School                                                                            | [ 60 ]  |
| 1938 | Men Are Such Fools             | Harry Galleon                               |                                                                                         | [ 61 ]  |
| 1938 | Racket Busters                 | John „Czar” Martin                          | [ 62 ]                                                                                  |         |
| 1938 | Dr Clitterhouse                | „Rocks” Valentine                           | The Amazing Dr. Clitterhouse                                                            | [ 63 ]  |
| 1938 | Aniołowie o brudnych twarzach  | Jim Frazier                                 | Angels with Dirty Faces                                                                 | [ 63 ]  |
| 1938 | Swingtime in the Movies        | on sam                                      | film krótkometrażowy, niewym. w czołówce                                                | [ 64 ]  |
| 1939 | Król podziemia                 | Joe Gurney                                  | King of the Underworld, tytuł alt.: Unlawful                                            | [ 65 ]  |
| 1939 | Oklahoma Kid                   | Whip McCord                                 | The Oklahoma Kid                                                                        | [ 66 ]  |
| 1939 | You Can’t Get Away with Murder | Frank Wilson                                |                                                                                         | [ 67 ]  |
| 1939 | Mroczne zwycięstwo             | Michael O’Leary                             | Dark Victory                                                                            | [ 68 ]  |
| 1939 | Burzliwe lata dwudzieste       | George Hally                                | tytuły alt.: The Roaring Twenties                                                       | [ 69 ]  |
| 1939 | Powrót doktora X               | doktor Maurice Xavier (aka Marshall Quesne) | The Return of Doctor X                                                                  | [ 70 ]  |
| 1939 | Niewidzialne piętno            | Charles Martin                              | Invisible Stripes                                                                       | [ 71 ]  |
| 1940 | It All Came True               | Grasselli (aka Chips Maguire)               |                                                                                         | [ 72 ]  |
| 1940 | Złoto dla Południa             | John Murrell                                | Virginia City                                                                           | [ 73 ]  |
| 1940 | Orchid, brat gangstera         | Jack Buck                                   | Brother Orchid                                                                          | [ 74 ]  |
| 1940 | Nocna wyprawa                  | Paul Fabrini                                | They Drive by Night, tytuł alt.: The Road to Frisco                                     | [ 75 ]  |
| 1941 | High Sierra                    | Roy „Mad Dog” Earle                         |                                                                                         | [ 76 ]  |
| 1941 | Cyrkowe wozy                   | Nick Coster                                 | The Wagons Roll at Night                                                                | [ 77 ]  |
| 1941 | Sokół maltański                | prywatny detektyw Sam Spade                 | The Maltese Falcon, tytuł alt.: The Gent from Frisco                                    | [ 78 ]  |
| 1942 | Poprzez noc                    | Alfred „Gloves” Donahue                     | All Through the Night                                                                   | [ 79 ]  |
| 1942 | The Big Shot                   | Joseph „Duke” Berne                         |                                                                                         | [ 80 ]  |
| 1942 | Przez Pacyfik                  | Rick Leland                                 | Across the Pacific                                                                      | [ 81 ]  |
| 1942 | Casablanca                     | Rick Blaine                                 |                                                                                         | [ 83 ]  |
| 1943 | Konwój                         | porucznik Joe Rossi                         | Action in the North Atlantic, tytuł alt.: Heroes Without Uniforms                       | [ 84 ]  |
| 1943 | Thank Your Lucky Stars         | on sam (cameo)                              |                                                                                         | [ 85 ]  |
| 1943 | Sahara                         | sierżant Joe Gunn                           | [ 86 ]                                                                                  |         |
| 1944 | Droga do Marsylii              | Jean Matrac                                 | Passage to Marseille, tytuł alt.: Message to Marseille                                  | [ 87 ]  |
| 1944 | Mieć i nie mieć                | Harry „Steve” Morgan                        | To Have and Have Not                                                                    | [ 88 ]  |
| 1944 | I Am An American               | on sam                                      | filmy krótkometrażowe                                                                   | [ 89 ]  |
| 1944 | Report from the Front          | on sam                                      | filmy krótkometrażowe                                                                   | [ 90 ]  |
| 1945 | Konflikt                       | Richard Mason                               | Conflict                                                                                | [ 91 ]  |
| 1945 | Hollywood Victory Caravan      | on sam                                      | film krótkometrażowy                                                                    | [ 92 ]  |
| 1946 | Two Guys from Milwaukee        | on sam                                      | tytuł alt.: Royal Flush, niewym. w czołówce                                             | [ 93 ]  |
| 1946 | Wielki sen                     | prywatny detektyw Philip Marlowe            | The Big Sleep                                                                           | [ 94 ]  |
| 1946 | Nigdy nie mów do widzenia      |                                             | Never Say Goodbye, głos (niewym. w czołówce)                                            | [ 95 ]  |
| 1947 | Śmiertelne porachunki          | kapitan Warren „Rip” Murdock                | Dead Reckoning                                                                          | [ 96 ]  |
| 1947 | The Two Mrs. Carrolls          | Geoffrey Carroll                            |                                                                                         | [ 97 ]  |
| 1947 | Mroczne przejście              | Vincent Parry (vel Alan Lynell)             | Dark Passage                                                                            | [ 98 ]  |
| 1948 | Always Together                | on sam                                      | niewym. w czołówce                                                                      | [ 99 ]  |
| 1948 | Skarb Sierra Madre             | Fred C. Dobbs                               | The Treasure of the Sierra Madre                                                        | [ 100 ] |
| 1948 | Koralowa wyspa                 | major Frank McCloud                         | Key Largo                                                                               | [ 101 ] |
| 1949 | Pukać do każdych drzwi         | Andrew Morton                               | Knock on Any Door                                                                       | [ 102 ] |
| 1949 | Tokyo Joe                      | Joseph „Joe” Barrett                        |                                                                                         | [ 103 ] |
| 1950 | Chain Lightning                | podpułkownik Matthew „Matt” Brennan         | [ 104 ]                                                                                 |         |
| 1950 | Pustka                         | Dixon Steele                                | In a Lonely Place                                                                       | [ 105 ] |
| 1951 | Strażnik prawa                 | prokurator okręgowy Martin Ferguson         | The Enforcer, tytuł alt.: Murder, Inc.                                                  | [ 106 ] |
| 1951 | Sirocco                        | Harry Smith                                 |                                                                                         | [ 107 ] |
| 1951 | Afrykańska królowa             | Charlie Allnut                              | The African Queen                                                                       | [ 108 ] |
| 1952 | Ostatni termin                 | Ed Hutcheson                                | Deadline – U.S.A.                                                                       | [ 109 ] |
| 1952 | US Savings Bond Trailer        | on sam                                      |                                                                                         | [ 110 ] |
| 1952 | Droga do Bali                  | on sam (cameo)                              | [ 111 ]                                                                                 |         |
| 1953 | Arena walki                    | major Jed Webbe                             | Battle Circus                                                                           | [ 112 ] |
| 1953 | Pobij diabła                   | Billy Dannreuther                           | Beat the Devil                                                                          | [ 113 ] |
| 1954 | The Love Lottery               | on sam (cameo)                              | niewym. w czołówce                                                                      | [ 114 ] |
| 1954 | Bunt na okręcie                | komandor porucznik Philipp Francis Queeg    | The Caine Mutiny, tytuł alt.: Authority and Rebellion                                   | [ 115 ] |
| 1954 | Sabrina                        | Linus Larrabee                              | tytuł alt.: Sabrina Fair/La Vie en Rose                                                 | [ 116 ] |
| 1954 | Bosonoga Contessa              | Harry Dawes                                 | tytuł alt.: The Barefoot Contessa                                                       | [ 117 ] |
| 1955 | Nie jesteśmy aniołami          | Joseph                                      | We’re No Angels                                                                         | [ 118 ] |
| 1955 | Lewa ręka Pana Boga            | James „Jim” Carmody                         | The Left Hand of God                                                                    | [ 119 ] |
| 1955 | Godziny rozpaczy               | Glenn Griffin                               | The Desperate Hours                                                                     | [ 120 ] |
| 1956 | Tym cięższy ich upadek         | Eddie Willis                                | The Harder They Fall                                                                    | [ 121 ] |

## Telewizja
| Rok  | Tytuł                  | Rola        | Informacje                                  | Stacja | Źr              |
| ---- | ---------------------- | ----------- | ------------------------------------------- | ------ | --------------- |
| 1953 | The Jack Benny Program | Baby Face   | odcinek z 23 października 1953              | ABC    | [ 122 ] [ 123 ] |
| 1955 | Skamieniały las        | Duke Mantee | film telewizyjny, data emisji: 30 maja 1955 | NBC    | [ 29 ] [ 124 ]  |

## Radio

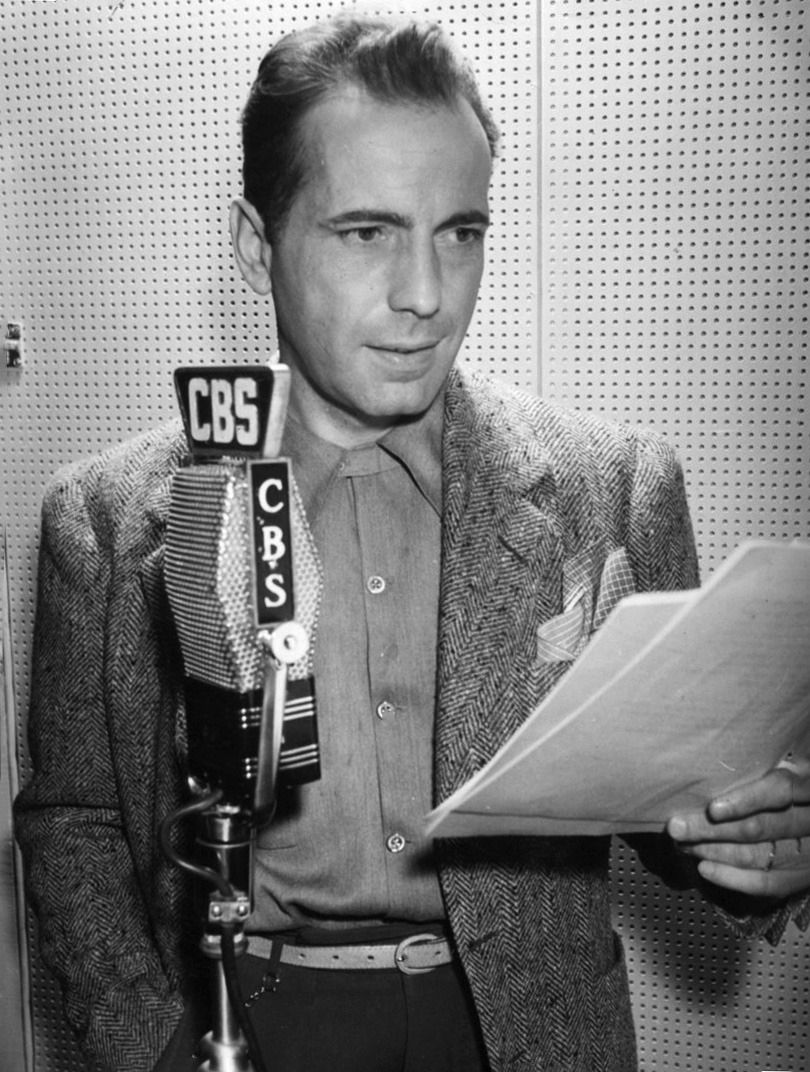
Humphrey Bogart w słuchowisku Suspense w CBS Radio (1945)

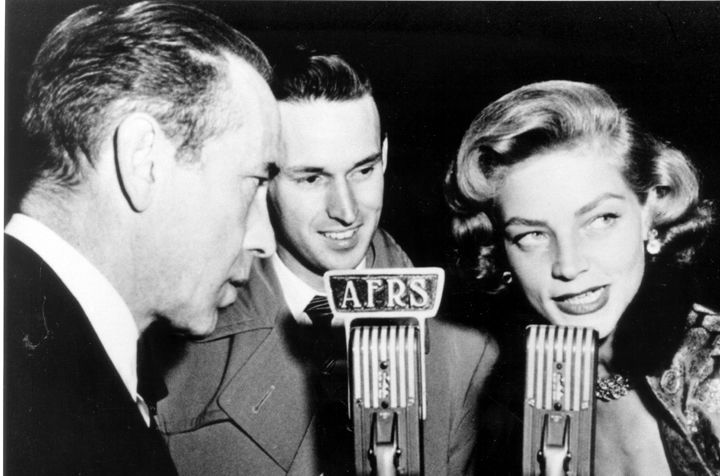
Humphrey Bogart i Lauren Bacall podczas występu w rozgłośni American Forces Network dla żołnierzy biorących udział w II wojnie światowej (lata 40.)

| Rok       | Program                             | Odcinek                   | Rola                                | Data emisji                 | Źr      |
| --------- | ----------------------------------- | ------------------------- | ----------------------------------- | --------------------------- | ------- |
| 1938      | Kraft Music Hall                    | występ gościnny           | on sam                              | 19 maja 1938                | [ 125 ] |
| 1939      | Lux Radio Theatre                   | Na celowniku mafii        | Nick „Bugs” Fenner                  | 17 kwietnia 1939            | [ 125 ] |
| 1940      | The Screen Guild Theater            | Skamieniały las           | Duke Mantee                         | 7 stycznia 1940             | [ 126 ] |
| 1941      | It’s Time to Smile Show             | występ gościnny           | on sam                              | 5 marca 1941                | [ 126 ] |
| 1941      | The Bob Hope Show                   | występ gościnny           | on sam                              | 3 czerwca 1941              | [ 126 ] |
| 1941      | The Gulf Screen Guild Theater       | Dr Clitterhouse           | „Rocks” Valentine                   | 2 listopada 1941            | [ 126 ] |
| 1941      | The Gulf Screen Guild Theater       | Kuchareczka i kamerdyner  | Dan Nolin                           | 23 listopada 1941           | [ 127 ] |
| 1941      | Shirley Temple Time                 | Mr Idea with Robert Young | on sam                              | 12 grudnia 1941             | [ 126 ] |
| 1942      | The Screen Guild Theater            | High Sierra               | Roy „Mad Dog” Earle                 | 4 stycznia 1942             | [ 128 ] |
| 1942      | The Jack Benny Program              | The Frightwig Murder Case | on sam                              | 1 lutego 1942               | [ 126 ] |
| 1943      | The Screen Guild Theater            | Casablanca                | Rick Blaine                         | 26 kwietnia 1943            | [ 129 ] |
| 1943      | Edgar Bergen and Charlie McCarthy   | występ gościnny           | on sam                              | 12 września 1943            | [ 126 ] |
| 1943      | The Screen Guild Theater            | Sokół maltański           | prywatny detektyw Sam Spade         | 20 września 1943            | [ 126 ] |
| 1943      | The Jack Benny Program              | Casablanca                | Rick Blaine                         | 17 października 1943        | [ 126 ] |
| 1944      | Screen Guild Players                | High Sierra               | Roy „Mad Dog” Earle                 | 17 kwietnia 1944            | [ 130 ] |
| 1945      | Suspense                            | Love’s Lovely Counterfeit | gangster                            | 8 marca 1945                | [ 126 ] |
| 1945      | Command Performance                 | występ gościnny           | on sam                              | 15 marca 1945               | [ 126 ] |
| 1945      | Lux Radio Theatre                   | Nocny przypływ            | Bobo                                | 30 kwietnia 1945            | [ 126 ] |
| 1945      | Cavalcade of America                | How to Build Paradise     | główny radiotelegrafista Buck Quaid | 21 maja 1945                | [ 126 ] |
| 1945      | Command Performance                 | występ gościnny           | on sam                              | 30 sierpnia 1945            | [ 126 ] |
| 1945      | Cavalcade of America                | My Son John               | główny radiotelegrafista Buck Quaid | 29 października 1945        | [ 126 ] |
| 1945      | Theater of Romance                  | Droga bez powrotu         | Dan                                 | 18 grudnia 1945             | [ 126 ] |
| 1946      | Academy Award                       | Sokół maltański           | prywatny detektyw Sam Spade         | 3 lipca 1946                | [ 126 ] |
| 1946      | Lux Radio Theatre                   | Mieć i nie mieć           | Harry „Steve” Morgan                | 13 października 1946        | [ 126 ] |
| 1946      | Lux Radio Theatre                   | Mieć i nie mieć           | Harry „Steve” Morgan                | 14 października 1946        | [ 126 ] |
| 1947      | The Jack Benny Program              | występ gościnny           | on sam                              | 5 stycznia 1947             | [ 126 ] |
| 1947      | Kraft Music Hall                    | występ gościnny           | on sam                              | 6 listopada 1947            | [ 126 ] |
| 1948      | Studio One                          | Dr Clitterhouse           | „Rocks” Valentine                   | 20 stycznia 1948            | [ 126 ] |
| 1948      | Guest Star                          | występ gościnny           | on sam                              | 7 listopada 1948            | [ 126 ] |
| 1949      | Lux Radio Theatre                   | Skarb Sierra Madre        | Fred C. Dobbs                       | 18 kwietnia 1949            | [ 126 ] |
| 1950      | Hedda Hopper Show                   | występ gościnny           | on sam                              | 14 października 1950        | [ 126 ] |
| 1951–1952 | Bold Venture                        |                           | Slate Shannon                       | 26 marca 1951–14 lipca 1952 | [ 132 ] |
| 1952      | The Bing Crosby – Chesterfield Show | występ gościnny           | on sam                              | 13 lutego 1952              | [ 126 ] |
| 1952      | The Bing Crosby – Chesterfield Show | występ gościnny           | on sam                              | 12 marca 1952               | [ 126 ] |
| 1952      | Stars in the Air                    | Dom przy 92 ulicy         | inspektor George A. Briggs          | 3 maja 1952                 | [ 126 ] |
| 1952      | Lux Radio Theatre                   | Afrykańska królowa        | Charlie Allnut                      | 15 grudnia 1952             | [ 126 ] |

## Scena

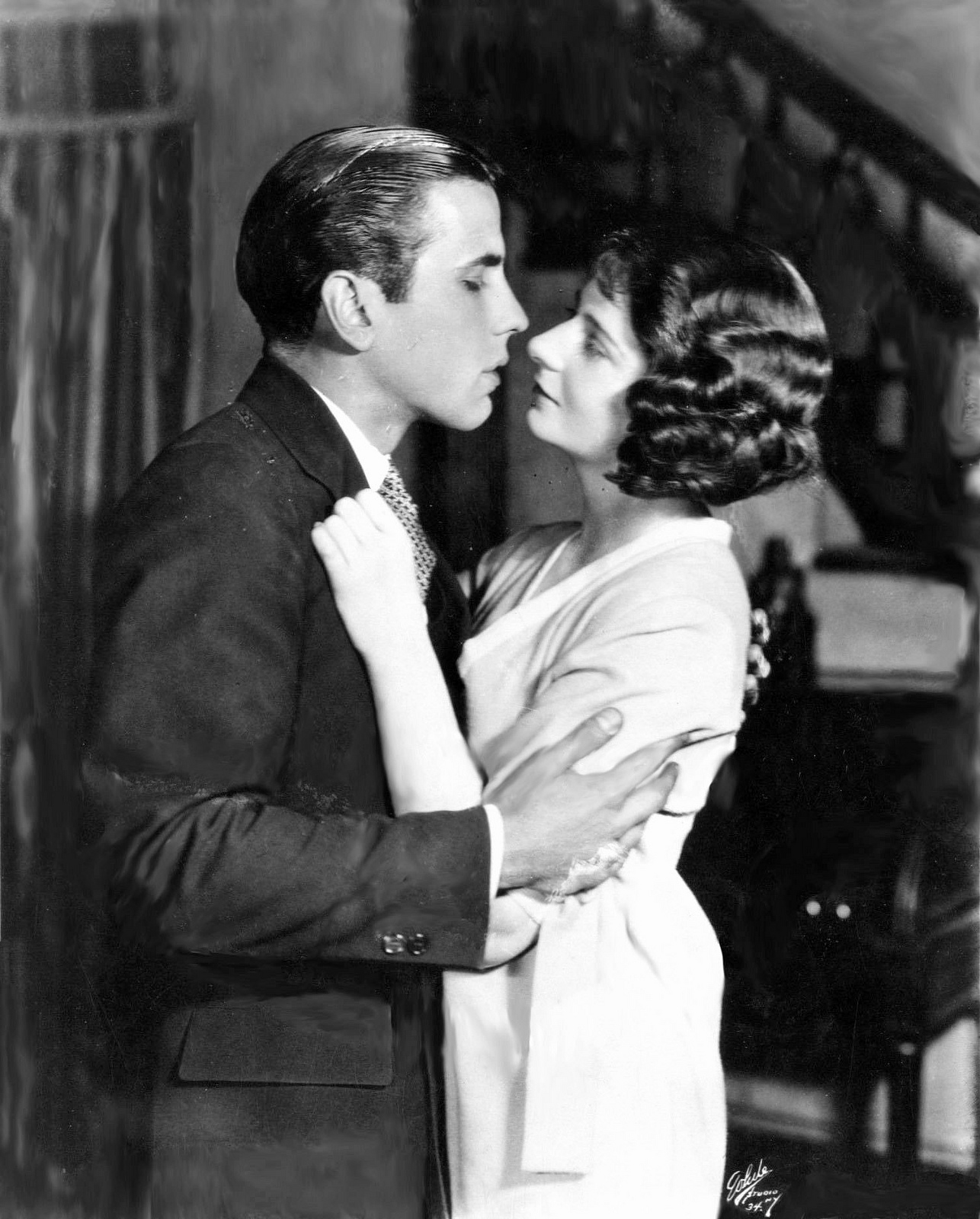
Humphrey Bogart i Shirley Booth w sztuce Hell’s Bells (1925)

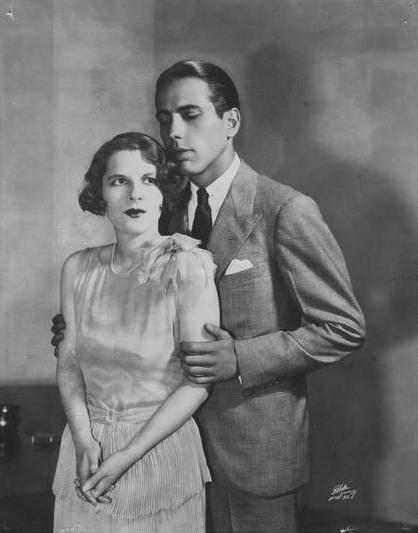
Ruth Gordon i Humphrey Bogart w sztuce Saturday’s Children (1927)

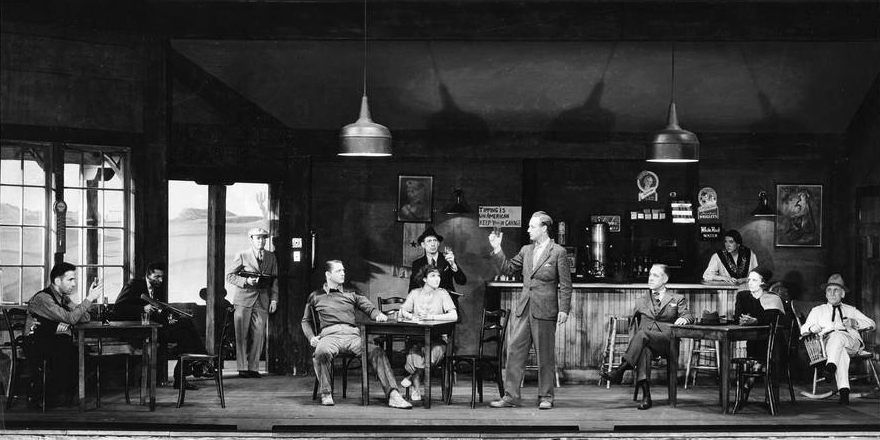
Humphrey Bogart (pierwszy z lewej), Peggy Conklin, Tom Fadden, Leslie Howard i Blanche Sweet w sztuce Skamieniały las (1935)

Humphrey Bogart debiutował na scenie 2 stycznia 1922 w Fulton Theatre na Brooklynie w spektaklu Drifting, wcielając się w rolę japońskiego kamerdynera, wypowiadającego jedną kwestię. Początkowo grywał epizody, m.in. w melodramatach Up the Ladder i Swifty. W drugiej ze sztuk partnerował parze Frances Howard i Neil Hamilton. Jego role zwykle ignorowano lub surowo krytykowano – szczególnie dotknęła go opinia Alexandera Woollcotta. Recenzując jego rolę w spektaklu Swifty, autor pisał, że „młody człowiek, który ucieleśnia tegoż potomka wyższych sfer, jest, jak to się zazwyczaj litościwie określa – niedostateczny”. Wycinek z recenzją Woollcotta Bogart trzymał przez resztę życia, a w czasach występów w teatrze potraktował jego słowa jako wyzwanie.
Pierwszą większą rolę otrzymał w 1923 w komedii Meet the Wife, u boku Cliftona Webba i Mary Boland. Jego kreacja zdobyła przychylne recenzje. Spektakl okazał się przebojem i był wystawiany 232 razy. Rok później występował w sztuce Nerves, której współautorem był Stephen Benét. Aktor ponownie zebrał przychylne oceny, m.in. na łamach „The New York Timesa” i „New York Worlda”. Gdy zeszła ona z afisza, Bogart na krótko zrezygnował z gry, tłumacząc to tremą. W 1925 powrócił do występów, grając razem z Shirley Booth w komedii Hell’s Bells. Łącznie wystawiano ją 120 razy. W następnych latach aktora angażowano m.in. do komedii Baby Mine, gdzie w głównej roli występował Roscoe Arbuckle, A Most Immoral Lady oraz It’s a Wise Child, która była hitem Broadwayu w sezonie 1929–1930. Zagrawszy w kilku filmach w latach 1930–1932, gdy studio Fox Film Corporation nie przedłużyło z nim umowy, powrócił na Broadway. Z uwagi na kryzys i następstwa wywołane przez czarny czwartek, spektakle z udziałem Bogarta w sezonie 1932–1933 grano nie dłużej jak tydzień.
Przełomem był rok 1934, kiedy to Bogart otrzymał angaż do sztuki Skamieniały las autorstwa Roberta E. Sherwooda w reżyserii Artura Hopkinsa. Kreacja więźnia Duke’a Mantee otrzymała pozytywne recenzje od krytyków, a Stefan Kanfer uważał, że data premiery spektaklu była kluczowa w historii amerykańskiego teatru i kina. Sztukę wystawiano od stycznia do czerwca 1935, łącznie 181 razy (według innych źródeł 197 razy).
| Rok (sezon) | Tytuł                  | Rola                | Teatr                 | Źr      |
| ----------- | ---------------------- | ------------------- | --------------------- | ------- |
| 1922        | Drifting               | japoński kamerdyner | Fulton Theatre        | [ 134 ] |
| 1922        | Up the Ladder          | b.d.                | Playhouse Theatre     | [ 149 ] |
| 1922        | Swifty                 | Tom Proctor         | Playhouse Theatre     | [ 150 ] |
| 1923–1924   | Meet the Wife          | Gregory Brown       | Klaw Theatre          | [ 150 ] |
| 1924        | Nerves                 | Bob Thatch          | Comedy Theatre        | [ 150 ] |
| 1925        | Hell’s Bell            | Jimmy Todhunter     | Wallack’s Theatre     | [ 150 ] |
| 1925–1926   | Candle Searchers       | Jose Vallejo        | Music Box Theatre     | [ 151 ] |
| 1927        | Saturday’s Children    | Rims O’Neil         | Booth Theatre         | [ 151 ] |
| 1927        | Baby Mine              | Alfred Hardy        | 46th Street Theatre   | [ 151 ] |
| 1928        | A Most Immoral Lady    | b.d.                | Cort Theatre          | [ 151 ] |
| 1929        | The Skyrocket          | Vic Ewing           | Lyceum Theatre        | [ 151 ] |
| 1929–1930   | It’s a Wise Child      | Roger Baldwin       | Belasco Theatre       | [ 151 ] |
| 1931        | After All              | Duff Wilson         | Booth Theatre         | [ 151 ] |
| 1932        | I Loved You Wednesday  | Randall Williams    | Sam H. Harris Theatre | [ 151 ] |
| 1932        | Chrysalis              | Don Ellis           | Martin Beck Theater   | [ 152 ] |
| 1933        | Our Wife               | Jerry Marvin        | Booth Theater         | [ 152 ] |
| 1933        | The Mask and the Face  | Luciano Spina       | Guild Theatre         | [ 152 ] |
| 1934        | Invitation to a Murder | Horatio Channing    | Masque Theatre        | [ 152 ] |
| 1935        | Skamieniały las        | Duke Mantee         | Broadhurst Theatre    | [ 152 ] |